# Magyar–Román Közös Békefenntartó Zászlóalj
A Magyar–Román Közös Békefenntartó Zászlóalj a Magyar Honvédség és a román haderő közös szervezésű békefenntartó alakulata, amelyet az EBESZ 1994. évi bécsi dokumentumaira alapozva hoztak létre. A zászlóalj alapdokumentumainak egyike a Budapesten 1998. március 20-án megkötött szerződés, amely a német–francia közös dandár elveire épülve a két nemzet megbékélését, egymással szembeni tiszteletét, együttműködést és a bizalom növekedését szolgálja.

## A zászlóalj kitűzött céljai
A zászlóalj fenntartásának egyik célja, hogy a két ország katonai együttműködését elmélyítse, de ennél konkrétabb feladata is van: a két ország esetleges békefenntartó és humanitárius tevékenységének támogatása.
Konkrét célok:
- A műveleti színtéren történő potenciális ellenségeskedés megakadályozása;
- Harci erőként való fellépés békefenntartó és válságkezelési feladatokban;
- Humanitárius, valamint kutató-mentő feladatok;
- Válságterületekre, illetve válságkezelési műveletre irányuló bevetés és annak tervezése;
- Közös képzési műveletek tervezése és levezetése, amelyek célja a magas műveleti hatékonyság elérése, fenntartása.

Mindezeket a feladatokat legyen képes végrehajtani Kelet-, Közép- és Délkelet-Európában, különösen a szabdalt tereppel, bizonytalan vagy lassú szárazföldi mozgással és bonyolult időjárási viszonyokkal jellemezhető műveleti színtereken, illetve – igény esetén – további európai vagy Európán kívüli területeken is.

## Irányítás és vezetés
A zászlóalj két- vagy többoldalú keretek között vethető be, illetve az aktuális magyar és román kormányok együttes felhatalmazása alapján teljesíthet nemzetközi feladatokat. A zászlóalj mindenkori feladatait a két szerződő fél közösen határozza meg. Nemzetközi szervezet felkérésére végzendő béketámogató, illetve humanitárius segítségnyújtási tevékenységről a két védelmi miniszter egyeztet, megállapodásukat felterjesztik jóváhagyásra a döntéshozatalra jogosult felettes szerveikhez. A közös gyakorlatokról és a kiképzésekről a két vezérkari főnök egyeztet, és tesz javaslatot ezek belső jogi engedélyeztetésére.
A zászlóalj vezetését egy közös zászlóalj-parancsnokság (zászlóaljtörzs) vezeti, melyben mindkét ország egyenlő létszámmal képviselteti magát. A parancsnokság vezető beosztásait (zászlóaljparancsnok, zászlóaljparancsnok-helyettes; törzsfőnök, törzsfőnök-helyettes; közös törzstámogatószázad-parancsnok és -helyettes) évente felváltva, országonként egyenlő arányban töltik be. A zászlóalj-parancsnokság többi fennmaradó személyi állománya fele magyar, fele román tisztekből és tiszthelyettesekből áll.

## Alakulatok létszáma és fegyverzete
A magyar fél részéről a MH 5. Bocskai István Lövészdandár 5/3. Bercsényi Miklós Lövészzászlóalja, a román fél részéről az Aradi 191. Gépesített Lövészzászlóalj katonái vesznek részt. Ők közösen alkotják a Magyar–Román Közös Békefenntartó Zászlóaljat.
Mindkét fél a saját nemzeti területén állomásozik, megtartva nemzeti szervezeteit. A zászlóalj létszáma mindkét fél részéről maximum 500–500 fő, összesen maximum 1000 fő. A közös zászlóaljban mindkét szerződő fél a feladatait saját szervezetszerű, rendszeresített fegyverzetével, felszerelésével és járműveivel látja el. A két fél a zászlóalj erőinek felszerelésére és azok beszerzésére közösen intézkedik.

## Végrehajtott közös gyakorlatok
A gyakorlatokon valósághű feladatokat kell végrehajtani egy elképzelt szituációban. Mindig kijelölnek valamelyik századból egy alegységet, amely megkapja a „rossz fiú” szerepét, így téve próbára a zászlóalj felkészültségét.
| Dátum                   | A hadgyakorlat neve          | Rendezési helye       | Megjegyzés                                                        |
| ----------------------- | ---------------------------- | --------------------- | ----------------------------------------------------------------- |
| 1998. december 8–13.    | Cooperative Determination 98 | Szófia                | A NATO békepartnerségi (PfP) műveletei keretében hajtották végre. |
| 1999. november 14–19.   | Opening Windows 99           | Arad                  |                                                                   |
| 2000. április. 7–13.    | Opening Windows 00           | Dud-Tauț (Arad megye) |                                                                   |
| 2000. június 18–31.     | Cooperative Dragon           | Tirana                | Közös NATO-gyakorlat keretében hajtották végre.                   |
| 2000. november 6–10.    | Opening Windows 00           | Táborfalva            |                                                                   |
| 2002. november 24–29.   | Opening Windows 02           | Hódmezővásárhely      |                                                                   |
| 2003. november 24–29.   | Wise Foresight 03            | Dud-Tauţ              |                                                                   |
| 2005. május 5–13.       | Wise Foresight 05            | Hódmezővásárhely      |                                                                   |
| 2006. március 17–25.    | Wise Foresight 06            | Arad                  |                                                                   |
| 2007. szeptember 18–28. | Wise Foresight 07            | Várpalota             |                                                                   |
| 2008. november 4–12.    | Wise Foresight 08            | Dud-Tauţ              |                                                                   |
| 2011. május 23–28.      | Wise Foresight 11            | Hódmezővásárhely      |                                                                   |